# لويز سوفاج
أليكس لويز سوفاج (بالفرنسية: Alix Louise Sauvage)، OAM (مواليد 18 سبتمبر 1973) هي عداءة بارالمبية أسترالية.
تُعد سوفاج من أبرز الرياضيين البارالمبيين في أستراليا. فازت بتسع ميداليات ذهبية وأربع ميداليات فضية في أربع ألعاب بارالمبية، و11 ميدالية ذهبية وميداليتين فضيتين في ثلاث بطولات عالمية لألعاب القوى. فازت بأربعة نسخ من ماراثون بوسطن، وتحتفظ بأرقام قياسية عالمية في سباقات 1500 متر و5000 متر وتتابع 4×100 متر وتتابع 4×400 متر. تُوجت بجائزة رياضية السنة في أستراليا سنة 1999، والرياضية العالمية للكراسي المتحركة للعام في عامي 1999 و2000. في عام 2002، نشرت سيرتها الذاتية بعُنوان: لويز سوفاج: قصتي (بالإنجليزية: Louise Sauvage: My Story).

## طفولتها ونشأتها
وُلدت سوفاج في 18 سبتمبر 1973 في برث في أستراليا الغربية، لأبويها ريتا (ازدادت باسم ريغدن) وموريس سوفاج. كانت والدتها مهاجرة بريطانية لأستراليا من ليسترشير، بينما وُلد والدها في مستعمرة سيشل البريطانية. وُلدت لويز بعيب خلقي شديد في العمود الفقري يُسمى تشقق العمود الفقري، وهو عيب يُعيق وظيفة النصف السفلي من الجسم، مما يجعل للشخص ذا تحكم جد محدود في الساقين. في عام 1976 شاركت لويز في حفل خيري لجمع التبرعات خاص بالأطفال ذوي الاحتياجات الخاصة تبثه القناة السابعة. استعانت لويز بالمشدات لمساعدتها في المشي، إلى أن حصلت على كرسيها المتحرك الأول. تطلبت حالة تشقق العمود الفقري لديها إجراء 21 عملية جراحية، حيث أجرتها كلها وهي لم تتجاوز بعد سن العاشرة. عندما كانت في مرحلة ما قبل المراهقة، أصيبت سوفاج بالجَنَف،  وفي سن 14، خضعت لعملية جراحية لعلاج انحناء في عمودها الفقري، باستخدام قضبان فولاذية. كانت العملية ناجحة جزئيا فقط، وهي حاليا لا يزال لديها انحناء بحوالي 49 درجة في عمودها الفقري. لم تخضع لويز بعد ذلك لأي عملية جراحية لعلاج هذا الانحناء.
نشأت سوفاج في منطقة جوندانا في أستراليا الغربية، وقد درست الابتدائية في مدرسة توارت هيل الابتدائية، بينما درست السلك الثانوي في مدرسة هوليوود الثانوية العليا، لكنها تركت دراستها الثانوية فيما بعد والتحقت بدورة للتكوين المهني في الدراسات المكتبية والسكرتارية. خضعت لويز لأكثر من 20 عملية جراحية قبل بلوغها سن العاشرة. شجعها والداها على المشاركة في الأنشطة الرياضية منذ سن مبكرة جدا. بدأت السباحة عندما كانت في الثالثة من عمرها، حيث سجلها والداها في دروس السباحة لمساعدتها على تقوية الجزء العلوي من جسمها. بدأت سوفاج في ممارسة الأنشطة الرياضية الخاصة بالرياضيين ذوي الكراسي المتحركة في سن الثامنة. قبل ذلك الوقت، كانت قد حاولت ممارسة الرياضة المدرسية مع زملائها في الفصل لكن إعاقتها جعلت الأمر صعبا. بدأت المشاركة في سباقات ذوي الكراسي المتحركة عندما كانت في الخامسة عشرة. جربت سوفاج أيضا رياضة كرة السلة على الكراسي المتحركة عندما كانت صغيرة.

## مسيرتها الرياضية

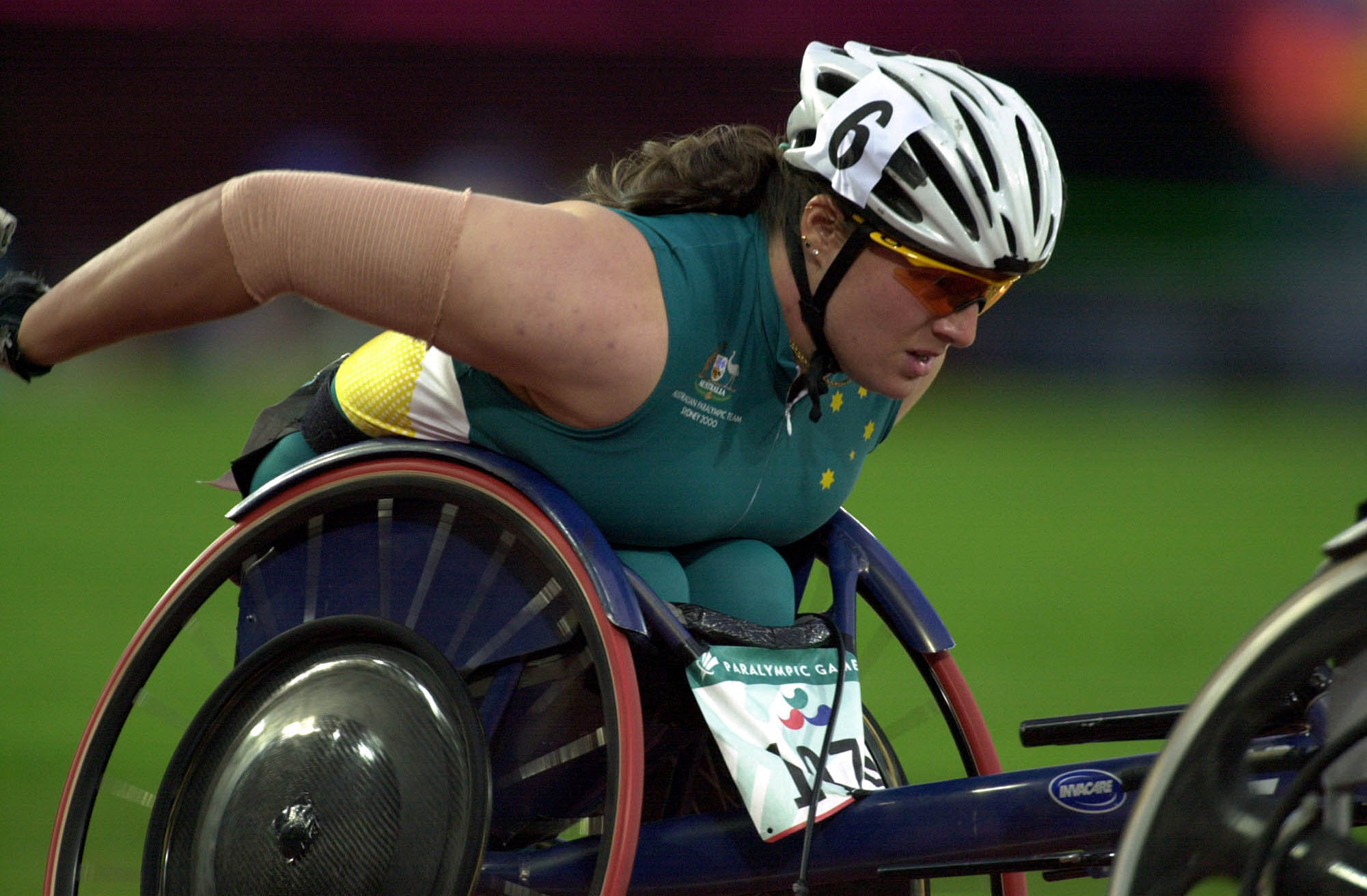
لقطة حركية لسوفاج في طريقها للفوز بالفضية في سباق الكراسي المتحركة 800 متر لفئة تي 54 في الألعاب البارالمبية الصيفية 2000

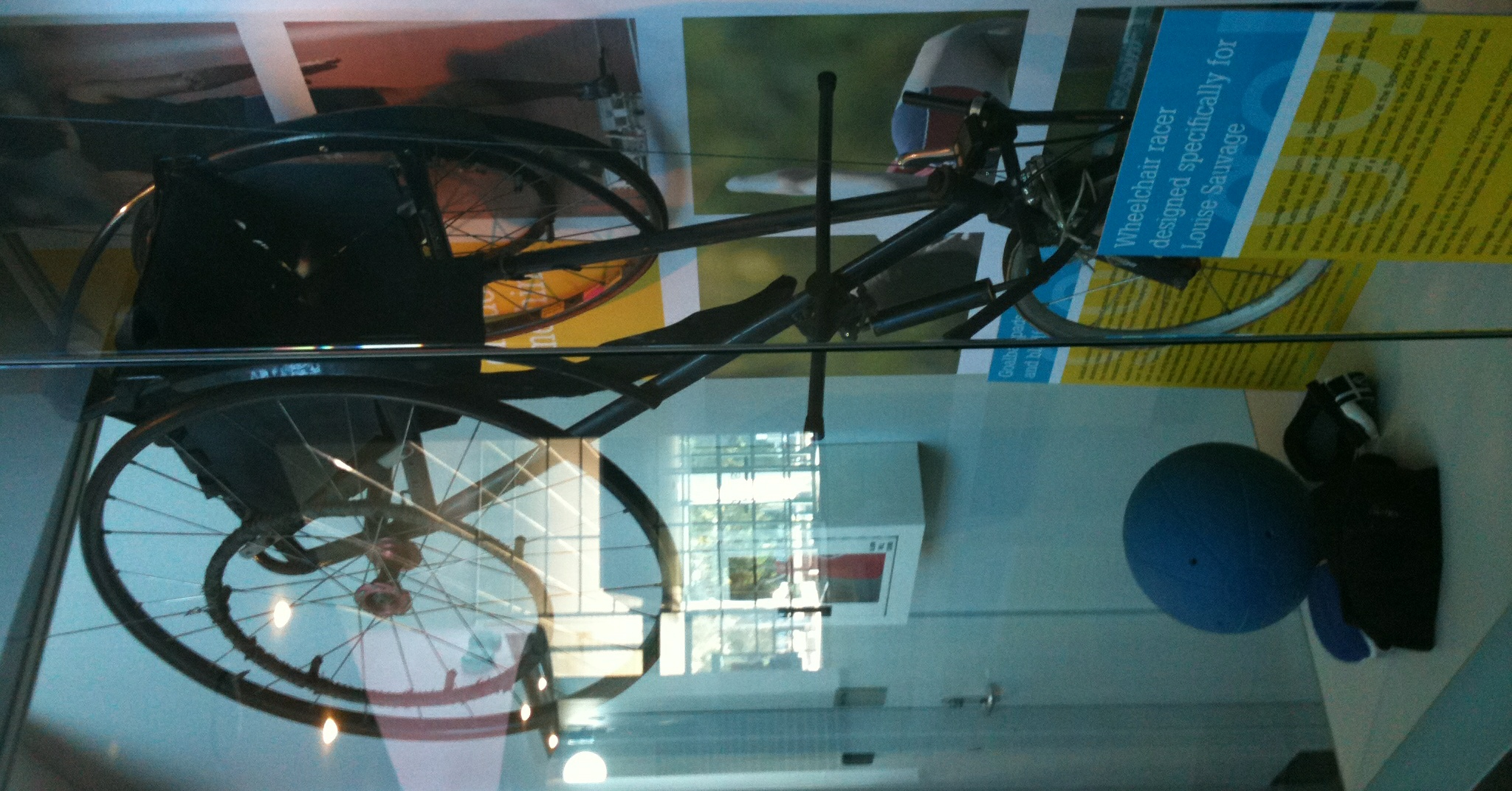
كرسي لويز سوفاج المتحرك من الألعاب البارالمبية 1996

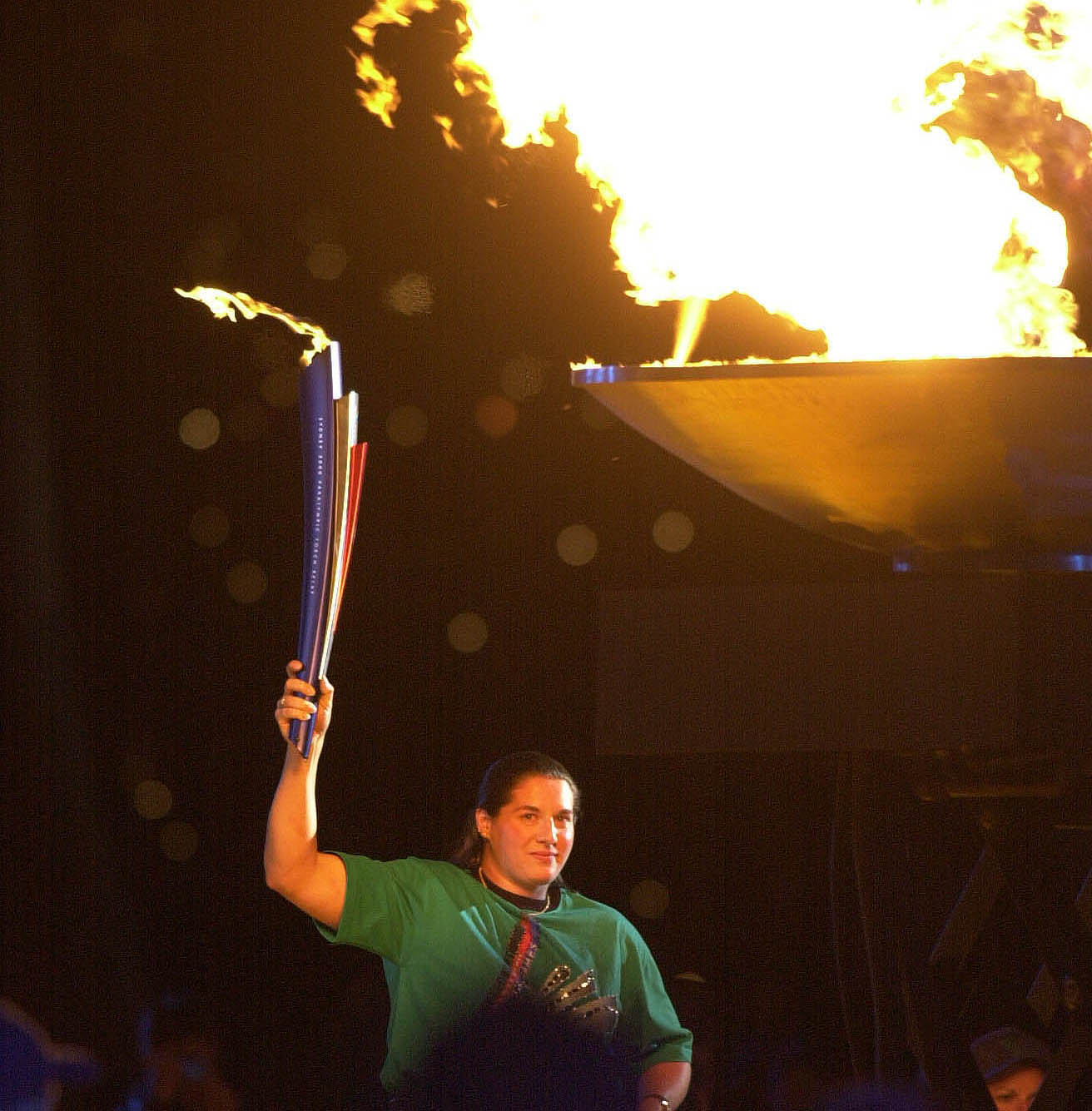
سوفاج تشعل الشعلة البارالمبية في الألعاب البارالمبية الصيفية 2000

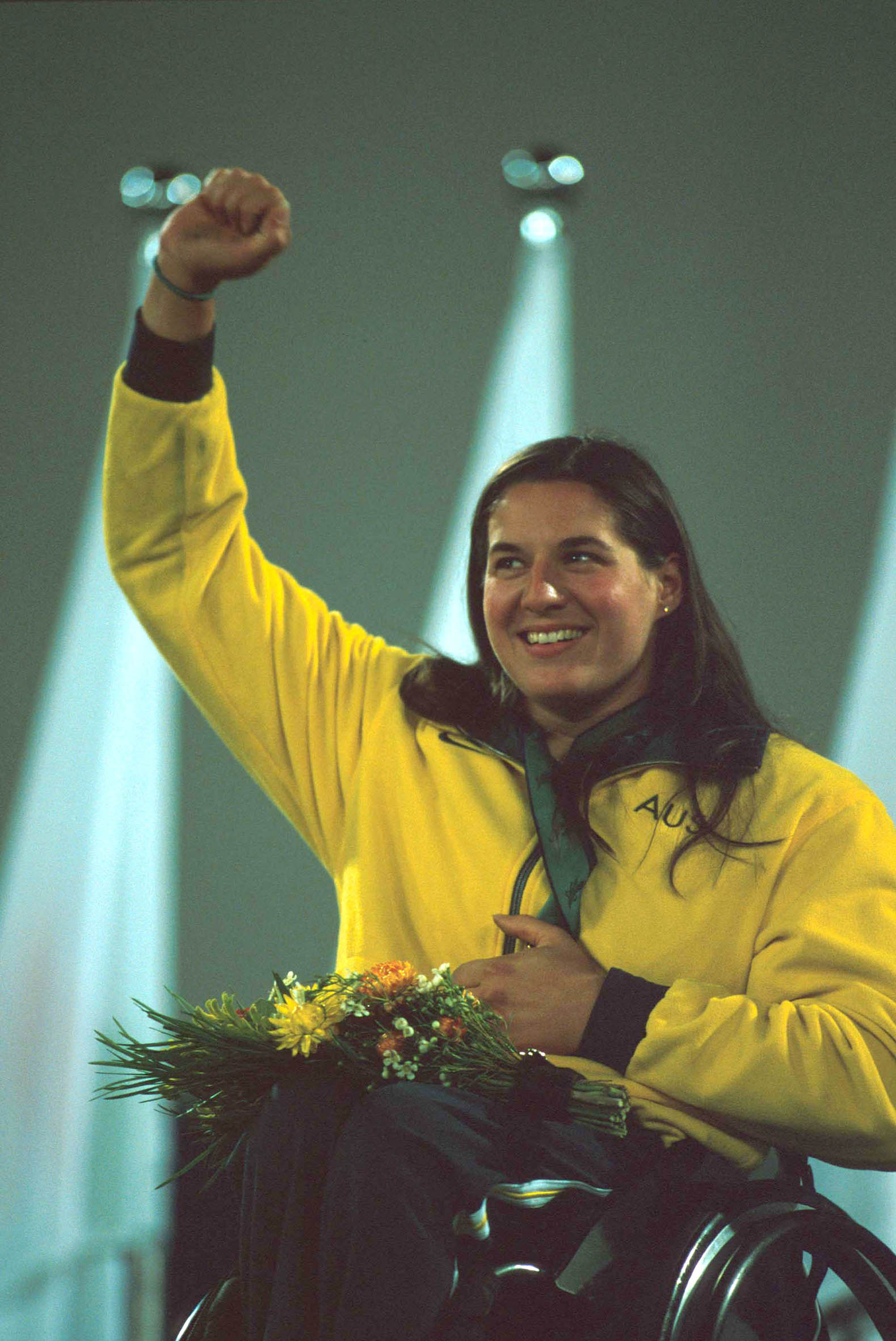
سوفاج تلوح للجمهور وهي على منصة الميداليات في الألعاب البارالمبية الصيفية 2000

من عمر 10 إلى 13 سنة، مثلت سوفاج أستراليا الغربية في بطولات السباحة الوطنية. أُجبرت على الاعتزال من السباحة عندما بلغت 14 عاما، بسبب العملية الجراحية.
عندما بدأت سوفاج لأول مرة في التنافس في سباقات الكراسي المتحركة، كانت جميع الكراسي تحتوي على أربع عجلات وكانت مشابهة للكراسي التي يستخدمونها خارج المضمار. لم تكن للكراسي أي شكل من أشكال التوجيه. كانت العجلات الأمامية أصغر من العجلات الخلفية، وكانت عرضة للاهتزاز عند ارتفاع سرعة الحركة. بحلول عام 1997، خضعت الكراسي المتحركة المستعملة في السباقات لسلسلة من الإصلاحات والتغييرات بغرض تحسينها.
في عام 1990، شاركت سوفاج في أول مسابقة دولية لها في مدينة آسن بهولندا، حيث فازت بالميدالية الذهبية في سباق 100 متر محققة رقما قياسيا عالميا جديدا. فازت أيضاً بسباق 200 متر لكن نتيجتها أُلغيت فيما بعد بسبب أنها خرجت عن مسارها المخصص لها في السباق. في الألعاب العالمية لرياضة القدرة في إنجلترا في نفس العام، حصلت سوفاج على الذهبية في سباقات 100 متر و200 متر و400 متر وسباقا تتابع.

### الألعاب البارالمبية

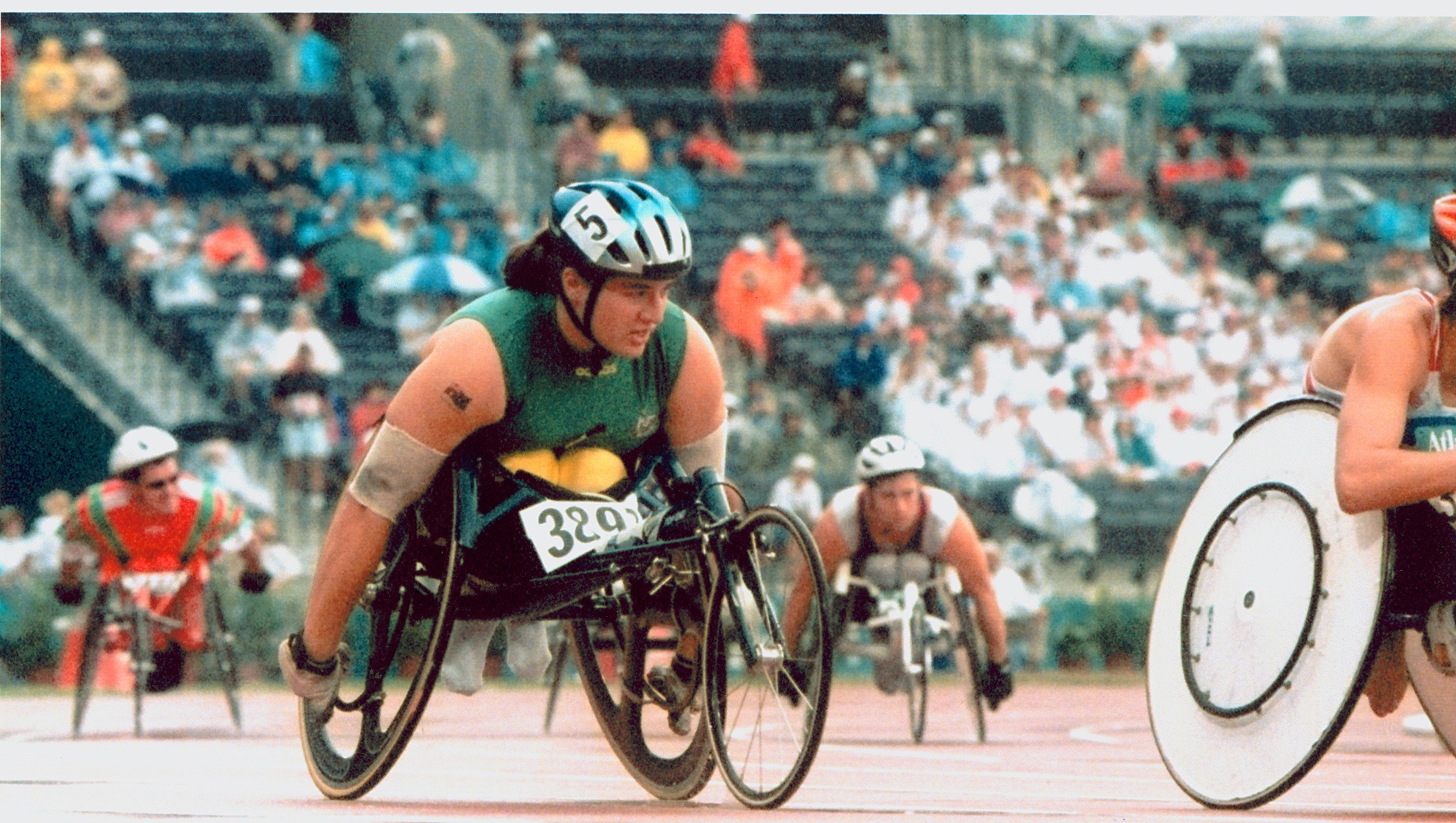
الرياضية الأسترالية لويز سوفاج في دورة الألعاب البارالمبية في أتلانتا 1996

قبل بداية الألعاب البارالمبية الصيفية 1992، كانت سوفاج تحتفظ بالأرقام القياسية الأسترالية في 100 متر و200 متر و800 متر و1500 متر والماراثون في منافسات سباقات الكراسي المتحركة للنساء. كانت الهيئة البارالمبية الأسترالية تروج لها حينها كأفضل متسابقة أسترالية على الكراسي المتحركة في سباقات الطرق. في ألعاب برشلونة البارالمبية، فازت بميداليات ذهبية في 100 متر و200 متر و400 متر وفضية في سباق 800 متر تي دبليو 4 وحلت سادسة في سباق الماراثون الخاص بفئة تي دبليو 3-4. مُنحت لويز ميدالية وسام أستراليا تكريما لها على إنجازاتها الرياضية. كان من الممكن أن تغيب لويز عن بارالمبياد 1992 بسبب مشاكل مالية لدى الهيئة البارالمبية الأسترالية. أطلقت الهيئة فيما بعد نداء طوارئ للحصول على التمويل الكافي من الجمهور، من أجل تغطية تكلفة تنقل الفريق البارالمبي الأسترالي إلى برشلونة. تمكنت الهيئة في الأخير من خلال هذه التبرعات من جمع التمويل الضروري لالتحاق سوفاج والرياضيين الأستراليين الآخرين بالمنافسة البارالمبية.
في ألعاب أتلانتا البارالمبية 1996، فازت بأربع ميداليات ذهبية، في كل من سباق 400 متر (تي 53) و800 متر (تي 53) و1500 متر (تي 52-53) و5000 متر (تي 52-53) وحلت رابعة في الماراثون (تي 52-53). فازت بهذه الميداليات وهي تعاني من إصابة في المعصم. حققت أرقاما قياسية عالمية في سباقي 1500 متر و5000 متر خلال هذه الألعاب. فازت سوفاج بذهبيتي 5000 متر و400 متر بفارق ساعة واحدة فقط بين السباقين. في مشاركتها البارالمبية الأخيرة في سيدني، فازت بميداليتين ذهبيتين في سباقي 1500 متر و5000 متر الخاص بفئة تي 54 وميدالية فضية في 800 متر لفئة تي 54.

### بطولات العالم لألعاب القوى
شاركت سوفاج في ثلاث بطولات عالمية لألعاب القوى. في بطولة 1994 في برلين بألمانيا، فازت بأربع ميداليات ذهبية في مسابقات الفئة تي 53، وهي سباقات 800 متر و1500 متر و5000 متر والماراثون. في بطولة 1998 في برمنغهام بإنجلترا، فازت بست ميداليات ذهبية في سباقات 800 متر و1500 متر و5000 متر والماراثون الخاصة بالفئة تي 55، وسباقي 4 × 100 متر تتابع و4 × 400 متر تتابع الخاصين بالفئة تي 54-55. في بطولتها الأخيرة في 2002 في ليل بفرنسا، فازت بميدالية ذهبية في سباق 800 متر تي 54 وميدالية فضية في سباقي 1500 متر و5000 متر تي 54.

### سباق الطرق
في سنة 1993، شاركت سوفاج في أولى سباقاتها على الطريق في كل من الولايات المتحدة وأوروبا. كان هذا العام أيضا عام حصولها على كرسيها المتحرك الأول للركوع. كما شاركت بعدها في سنة 1997 في ماراثون بوسطن المشهور عالميا مسجلة انتصارها الأول في هذه المسابقة، في المنافسة المخصصة للعداءات على الكراسي المتحركة، كاسرة هيمنة ملكة بوسطن، المتسابقة الأمريكية جان دريسكول. واصلت سوفاج الفوز بثلاثة ألقاب أخرى في بوسطن في أعوام 1998 و1999 و2001. فازت أيضا بعدها بماراثون لوس أنجلوس وماراثون هونولولو وماراثون برلين.
فازت سوفاج بسباق أوز داي 10 كيلومتر للكراسي المتحركة على الطرق المرموق عشر مرات، وذلك في الفترة 1993–1999 و2001–2003.

### الأحداث الاستعراضية
من عام 1993 إلى 2001، فازت سوفاج بكل حدث استعراضي للكراسي المتحركة نظمه الاتحاد الدولي لألعاب القوى في بطولة العالم لألعاب القوى. في نفس الفترة، فازت أيضا بالأحداث الاستعراضية لسباق الكراسي المتحركة في سباق 800 متر في الألعاب الأولمبية. لا يتطلب سباق 800 متر من الرياضيين البقاء في مساراتهم بعد المنعطف الأول. لهذا السبب، هؤلاء الرياضيون مطالبون بارتداء الخوذات عند السباق لحمايتهم من أي حادث محتمل. في عام 2000، فازت سوفاج بالحدث الأولمبي الاستعراضي وكان متوقعا أن تفوز بالذهبية في الألعاب البارالمبية، لكنها فازت بالفضية، وآلت الذهبية إلى الكندية شانتال بيتيتكليرك. احتج الوفد الأسترالي على نتيجة هذا السباق، بحجة أن السباق لم يكن عادلا لأن متسابقة أخرى، وهي الأيرلندية باتريس دوكيري، استُبعدت لمغادرة مسارها مبكرا جدا. رُفض هذا الاحتجاج، لأن دوكيري كانت متأخرة جدا عن العداءات في طليعة السباق، ولم تكن لتؤثر على النتائج. يعتبر الأكاديميون الرياضيون المتخصصين في الألعاب البارالمبية هذا الاحتجاج محوريا، لأنه يُظهر شغف الرياضيين للفوز والمدى الذي سيذهب إليه الرياضيون للمطالبة بالذهب. كما سلط الضوء على أن المنافسات في الرياضة كانت حقيقية. قالت بيتيتكليرك عن منافستها مع سوفاج "أحلم بلويز أكثر مما أحلم بصديقي." في عام 2002، هزمت بيتيتكليرك سوفاج مرة أخرى في دورة ألعاب الكومنولث 2002 في سباق 800 متر، وهذا السباق كان أيضا حينها قد أُضيف لأول مرة في برنامج ألعاب القوى لهذه الدورة. كانت هذه المرة الثانية فقط التي خسرت فيها سوفاج أمام بيتيتكليرك.

## التدريب

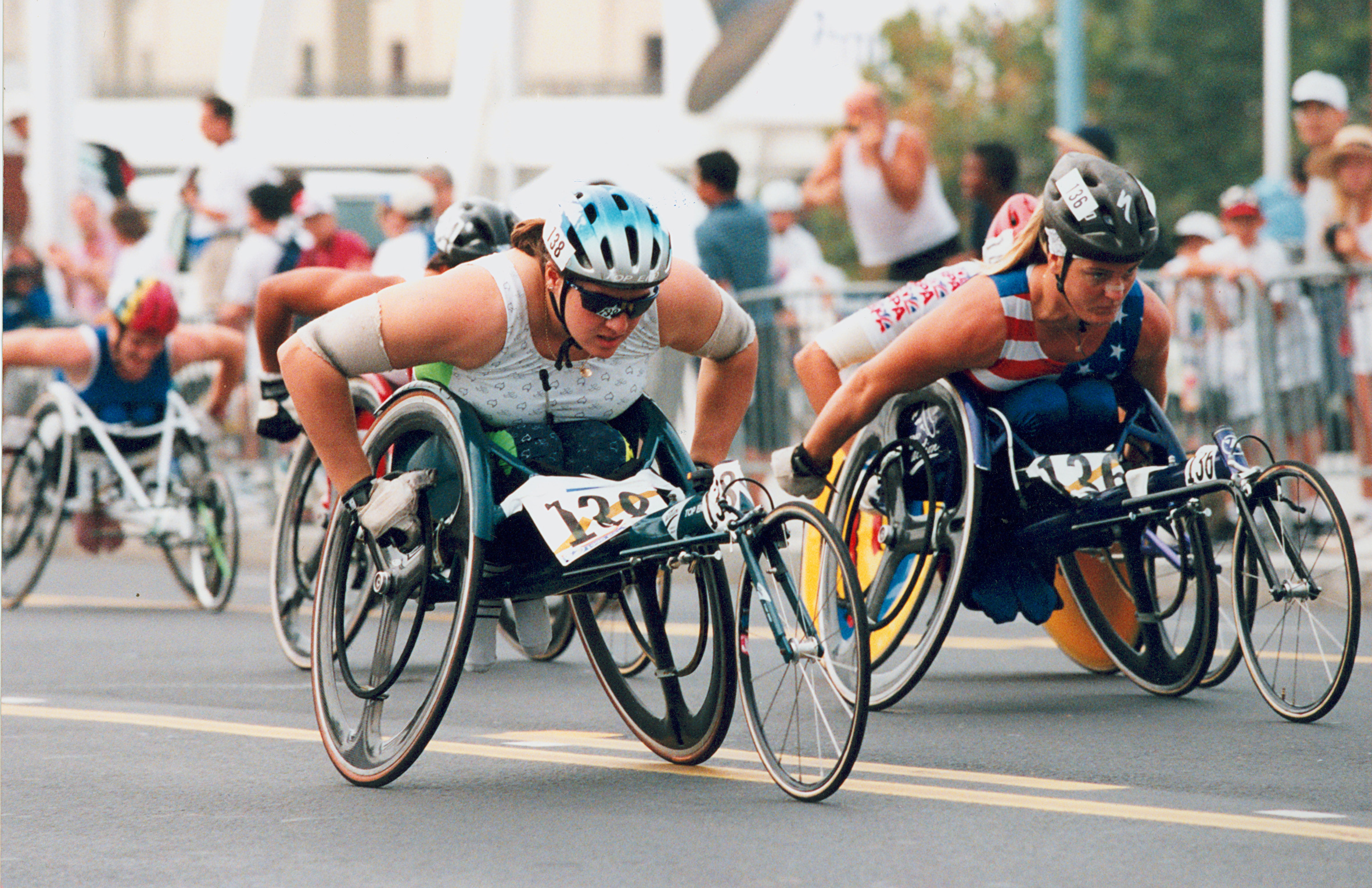
الرياضية الأسترالية لويز سوفاج خلال مشاركتها في سباق الماراثون الخاص بفئة تي 53 في الألعاب البارالمبية في أتلانتا 1996.

خلال استعدادها للمنافسات، كانت سوفاج تتمرن في المتوسط ما بين 10 و14 ساعة في الأسبوع. كان تدريبها مركزا جدا، وحاولت جعله ممتعا لمساعدتها في الحفاظ على شغفها. كانت تتمرن غالبا ستة أيام في الأسبوع. شمل تدريبها ممارسة أنشطة الملاكمة والسباحة والسباق بين 25 و35 كيلومترا في جلسة واحدة.
كان فرانك بونتا أحد مدربي سوفاج الأوائل. دربتها لاحقا جيني بانكس، وهذه الأخيرة أشرفت على معظم فترة تطور مستوى سوفاج وتوهجها محليا ودوليا، حيث شهدت على أبرز إنجازاتها، من نجاحها الدولي الأول في الألعاب العالمية في آسن في عام 1990، إلى أفضل حصيلة ميداليات لها في الألعاب الأولمبية والبارالمبية في أتلانتا في عام 1996. أندرو دوز كان مدربها بعد بارالمبياد 1996.

## مسيرة التدريب
بعد اعتزالها، انخرطت سوفاج في مجال تدريب الرياضيين الشباب على الكراسي المتحركة، وأسست مؤسسة لمساعدة الأطفال ذوي الإعاقة في عام 2001. في عام 2004، بدأت سوفاج في تدريب رياضيين آخرين على الكراسي المتحركة. أول رياضية دربتها كانت أنجي بالارد. ساعد تدريب سوفاج بالارد على الفوز بالميدالية الذهبية في 400 متر والفضية في سباقات 100 متر و200 متر و800 متر و1500 متر في سلسلة الصيف تحت الأسفل في عام 2005.
حضرت سوفاج عدة مسابقات دولية كمدربة. كانت مدربة ألعاب قوى مع الفريق الأسترالي في ألعاب بكين 2008 وبطولة العالم لألعاب القوى لذوي الاحتياجات الخاصة 2011. هي حاليا مدربة تطوير النخبة لسباقات المضمار والطرق لذوي الكراسي المتحركة في معهد نيو ساوث ويلز للرياضة، وتدرب أيضا العداءة الأسترالية ماديسون دي روزاريو.

## الاعتزال

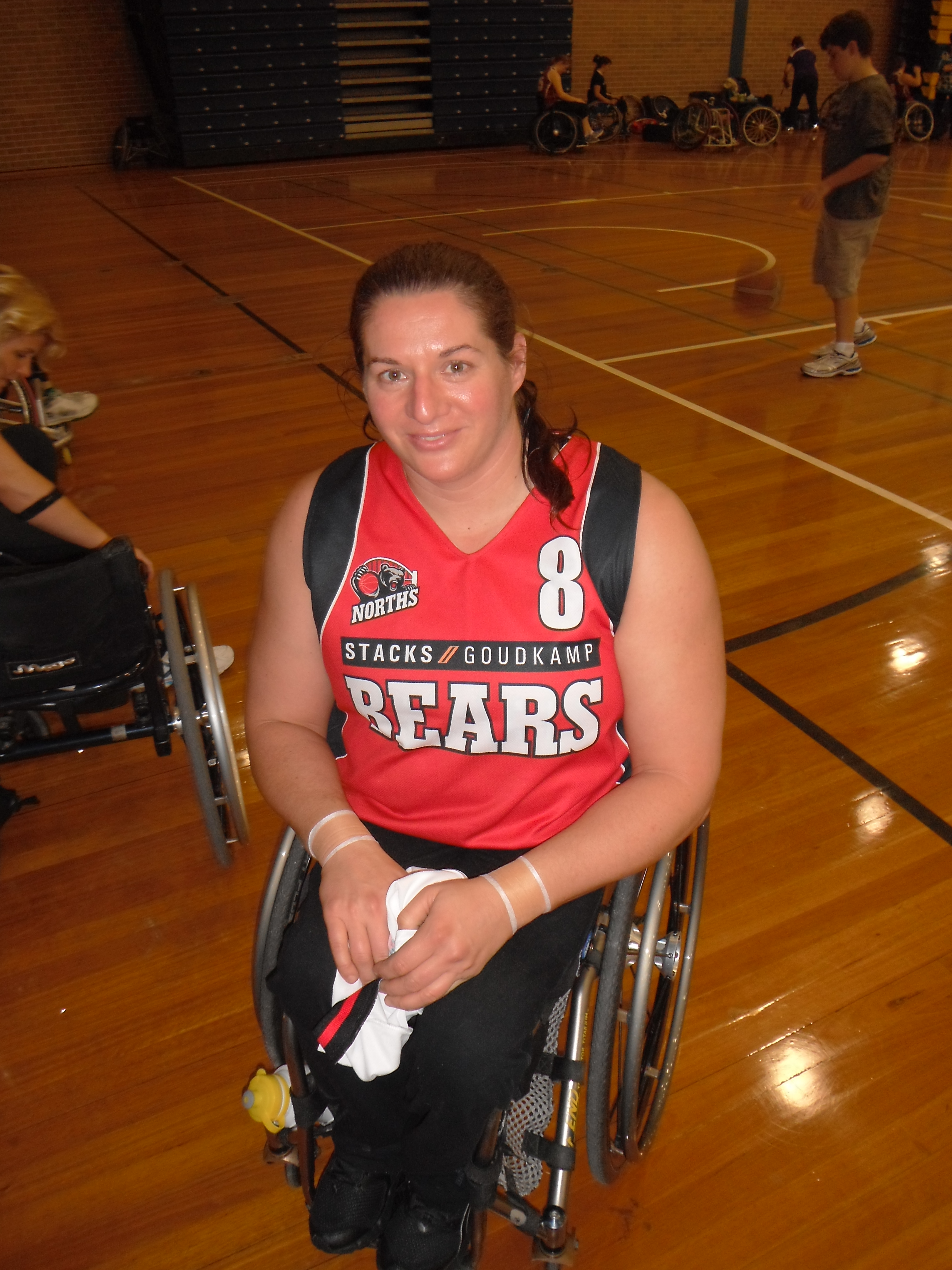
سوفاج كلاعبة كرة سلة على الكراسي المتحركة رفقة فريق ستاكس غودكامب بيرز في الدوري الوطني للنساء على الكراسي المتحركة في عام 2013

بعد اعتزالها منافسات ألعاب القوى، أنشأت سوفاج شركة متخصصة في تقديم خدمات الاستشارات. في عام 2010، كانت سوفاج متحدثة في قمة اللجنة البارالمبية الدولية للنساء في الرياضة. كان أبرز المتحدثات في تلك القمة أيضا إيمي وينترز وجايمي باريس.
في فبراير 2011، شاركت سوفاج في حدث سباحة تشارتر هول مالابار ماجيك المحيطية، وكانت هذه أول مشاركة لسوفاج في سباق سباحة محيطية، وقد أنهت سباق الكيلومتر الواحد في زمن 25:19. في عام 2011، وكجزء من مشروع التاريخ الشفهي للمركز الأسترالي للدراسات البارالمبية التابع للمكتبة الوطنية الأسترالية، أجرى إيان جوبلينغ مقابلة مع سوفاج.

## حقوق ذوي الإعاقة
ضغطت سوفاج وبول نونار خلال سنة 2006 على شركة فيرجن بلو لإسقاط شرط أن يكون الأشخاص على الكراسي المتحركة مصحوبين بمقدم رعاية إذا رغبوا في السفر على طائرة فيرجن بلو. سابقا، حاول كلا الرياضيين الضغط على كانتاس لرفع حد السماح بكرسيين متحركين كهربائيين فقط على الرحلات المحلية التي تُسيرها طائرات بوينغ 737. لم تنجح محاولة الثنائي لأن التغيير كان سيتطلب تغييرا في القانون أيضا، وليس في سياسة شركة الطيران. تلقت سوفاج ونونار دعوة لمساعدة تدريب موظفي كانتاس ومساعدة الموظفين على زيادة وعيهم باحتياجات الأشخاص ذوي الاحتياجات الخاصة.

## الجوائز
حصلت سوفاج على جائزة البارالمبية الأسترالية للعام في أعوام 1994 و1996 و1997 و1998. تُوجت أيضا بجائزة رياضية العام في المعهد الأسترالي للرياضة في عام 1997 وفي عام 2001 أُدرجت في قائمة أفضل الأفضل الخاصة بالمعهد الأسترالي للرياضة. في عام 1998، فازت بجائزة أسترالي السنة في حفل توزيع الجوائز الرياضية الوطنية. في عام 2000، مُنحت سوفاج جائزة رياضية السنة في حفل جوائز الرياضة الأسترالية ‏. في عام 2000، مُنحت لقب الرياضي العالمي للعام من ذوي الإعاقة في أول حفل لتوزيع جوائز لوريوس العالمية، والذي أُقيم في مونت كارلو. في عامي 1999 و2000، سُميت الرياضية الأنثى الدولية للعام. تحصلت أيضا على الميدالية الرياضية الأسترالية ‏ في عام 2000.
في الألعاب البارالمبية الصيفية 2000 في سيدني، نالت سوفاج شرف إشعال المرجل خلال حفل افتتاح الألعاب. في عام 2004، حملت سوفاج العلم الأسترالي، أثناء دخول الوفد البارالمبي الأسترالي الملعب خلال حفل افتتاح الألعاب البارالمبية الصيفية 2004.
في عام 2001، أطلقت هيئة النقل الحكومية اسم سوفاج على عبارة سوبركات. ممر لويز سوفاج، وهو ممر للدراجات والمشاة مفتوح في وجه الأشخاص ذوي الكراسي المتحركة، وهو بطول 6.3-كيلومتر (3.9 ميل) داخل حديقة سيدني الأولمبية، سُمي أيضا تيمنا بها. افتتحت سوفاج وأمين خزانة نيو ساوث ويلز مايكل إيغان الحديقة في 6 مارس 2003.
أُدرجت في لائحة الشرف الفيكتورية للنساء في عام 2001 وفي قاعة مشاهير الرياضة الأسترالية في عام 2007. في عام 2009، حصلت سوفاج على رتبة أسطورة في قاعة أبطال نيو ساوث ويلز. في عام 2011، كانت من أوائل الأشخاص الذين أُدرجوا في قاعة مشاهير اللجنة البارالمبية الأسترالية، إلى جانب رياضيين أمثال فرانك بونتا وجورج بيدبروك. في عام 2012، أُدرجت في قاعة المشاهير البارالمبية الدولية.
```
في عام 2014، أُدرجت سوفاج في 
قاعة مشاهير ألعاب القوى الأسترالية
[الإنجليزية]
[
43
]
 وفي 
ممر الأبطال في مركز سيدني الأولمبي لألعاب القوى
[الإنجليزية]
.
[
44
]
```

في نوفمبر 2018، حصلت سوفاج على جائزة مدرب السنة للرياضيين الشباب من ذوي الاحتياجات الخاصة في نيو ساوث ويلز. في عام 2019، حصلت سوفاج على رتبة أسطورة في قاعة مشاهير الرياضة الأسترالية، بحيث أصبحت أول بارالمبية أسترالية تحصل على هذه الرتبة.
فازت سوفاج أيضا بجائزة مدرب العام 2020 من اللجنة البارالمبية الأسترالية.
في نوفمبر 2021، فازت سوفاج أيضا بجائزة مدرب العام من معهد نيو ساوث ويلز للرياضة.
يعتبر عدة بارالمبيين أستراليين سوفاج مصدر إلهام لهم، ومن هؤلاء العداء كورت فيرنلي.

## وصلات خارجية
- وسائط متعلقة بـ لويز سوفاج في كومنز.
- لويز سوفاج على موقع النتائج التاريخية لألعاب القوى الأسترالية (الإنجليزية)
- لويز سوفاج على موقع اللجنة الأولمبية الدولية (الإنجليزية)
- لويز سوفاج على موقع Paralympic.org (الإنجليزية)
- لويز سوفاج على موقع أوليمبيديا (الإنجليزية)
- لويز سوفاج على موقع اللجنة الأولمبية الأسترالية (الإنجليزية)
- لويز سوفاج على موقع اتحاد ألعاب الكومنولث (مؤرشف) (الإنجليزية)
- لويز سوفاج على موقع قاعة أستراليا للمشاهير الرياضية (الإنجليزية)
- مراجعة السيرة الذاتية للويز سوفاج نسخة محفوظة 8 نوفمبر 2016 على موقع واي باك مشين.
- الصفحة الرسمية للويز سوفاج على موقع المرأة الأسترالية
- المقابلة أجراها إيان جوبلينغ التي مع لويز سوفاج كجزء من مشروع التاريخ الشفهي للمركز الأسترالي للدراسات البارالمبية، المكتبة الوطنية الأسترالية، 2011

| الألعاب الأولمبية   | الألعاب الأولمبية                                 | الألعاب الأولمبية          |
| ------------------- | ------------------------------------------------- | -------------------------- |
| سبقه ناويا ماروياما | حامل الشعلة البارالمبية الأخير سيدني 2000         | تبعه مافي ديفيس وكريس وادل |
| سبقه مارك ويلمان    | حامل الشعلة البارالمبية الصيفية الأخير سيدني 2000 | تبعه جيورجيوس توبسيس       |